# Emil Schovánek
Emil Schovánek, křtěný Emil Jan (10. září 1885 Libeň – 11. července 1947 Praha) byl český akademický malíř.

## Život
Narodil se v Libni do rodiny právníka Josefa Schovánka, pokřtěn byl jmény Emil Jan. Po absolvování obecné a střední školy studoval v letech 1903-1909 na pražské malířské akademii. Zprvu navštěvoval tzv. přípravku u prof. V. Bukovace a v dalším studiu pokračoval ve speciálce u prof. V. Hynaise. Během studia obdržel Schovánek Hlávkovo studijní stipendium a po ukončení studia mu bylo v roce 1911 uděleno cestovní stipendium a pobýval v Jugoslávii a Itálii. 
Roku 1912 se oženil s Pavlínou Baierovou a v následujícím roce pobýval na studijním pobytu v Paříži. V 1913 se mu narodila dcera Pavla, která se rovněž věnovala malování. 
Od roku 1911 byl členem Jednoty umělců výtvarných v Praze, kde od roku 1928 byl jejím místopředsedou a od roku 1933 pak předsedou. V roce 1915 obdržel cenu Kaňkovy nadace a v roce 1916 výroční cenu České akademie věd a umění.
Emil Schovánek maloval podobizny, žánry, akty, květinová zátiší a moře, která studoval při svých častých pobytech na Jadranu.

## Galerie

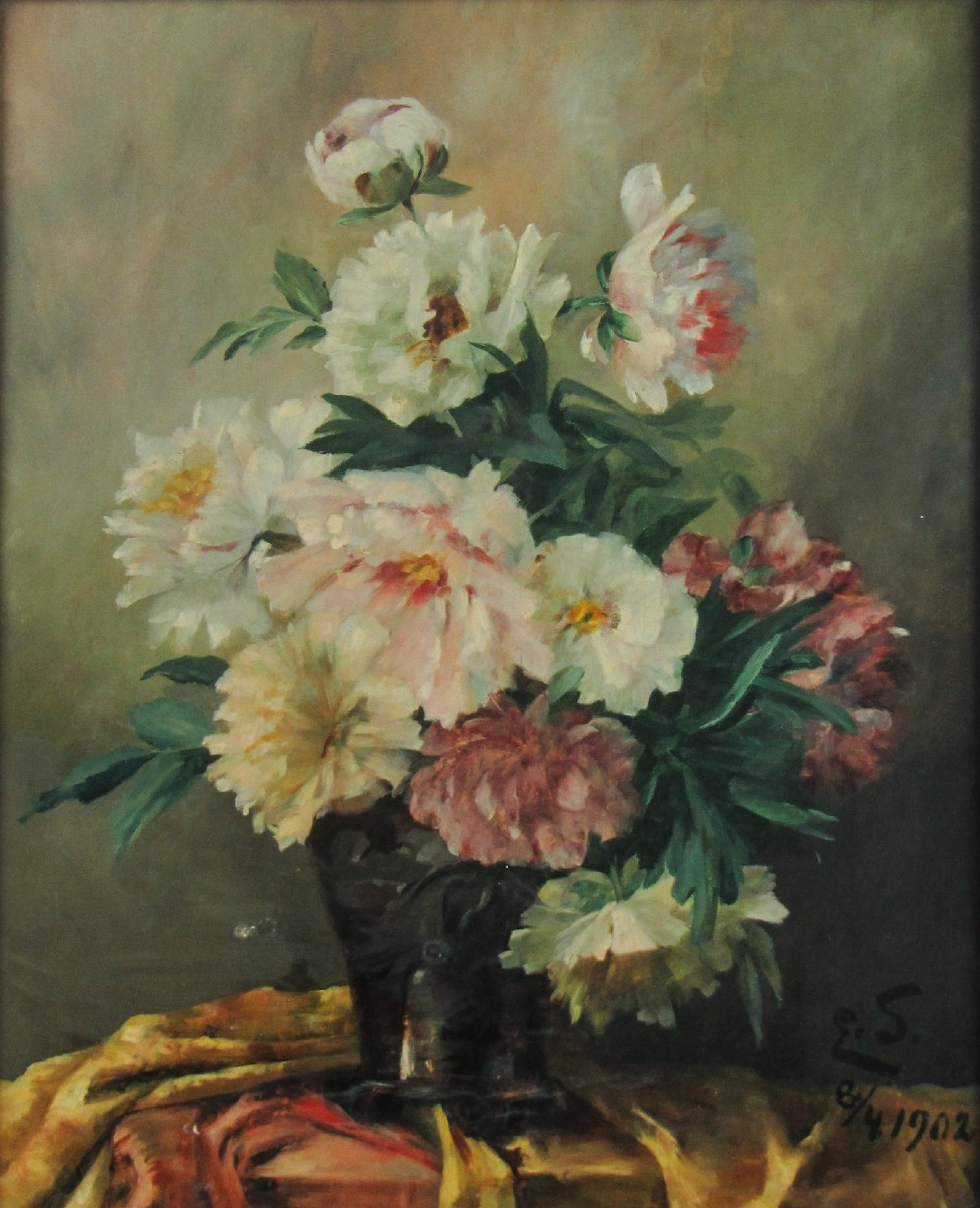
Emil Schovánek Květiny ve váze (1902)
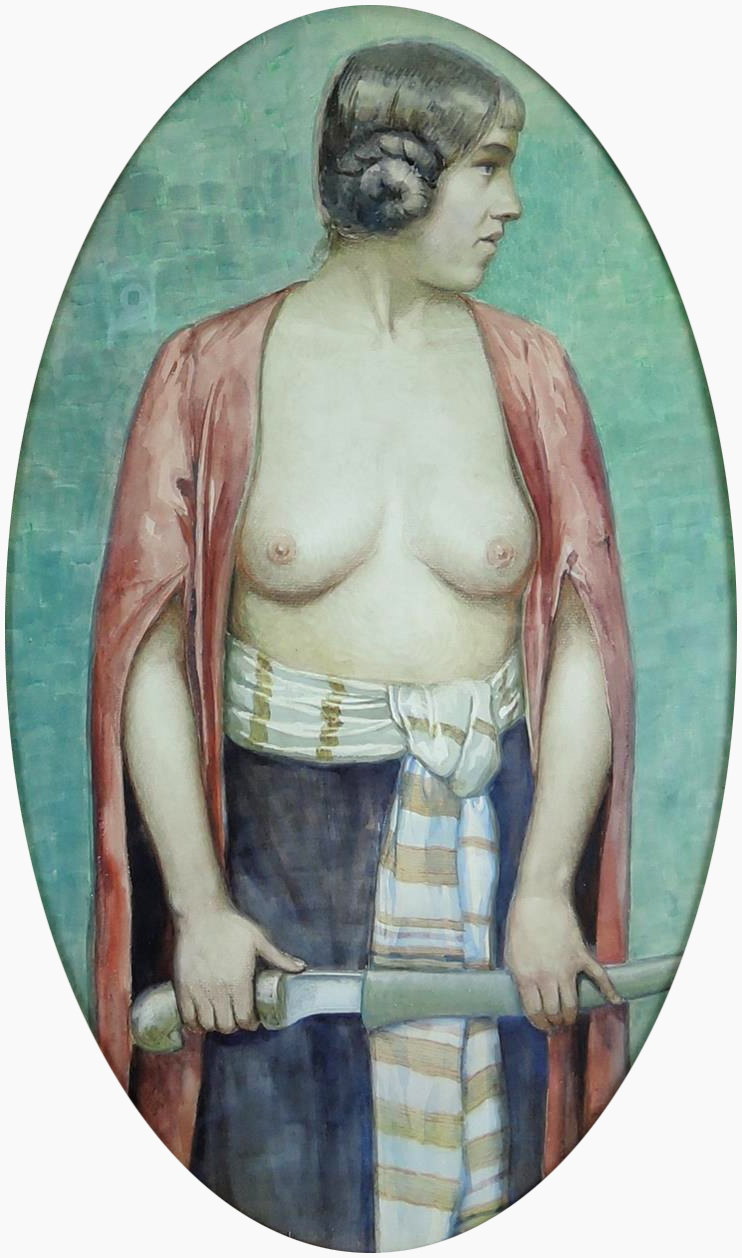
Emil Schovánek Germánie (1906)
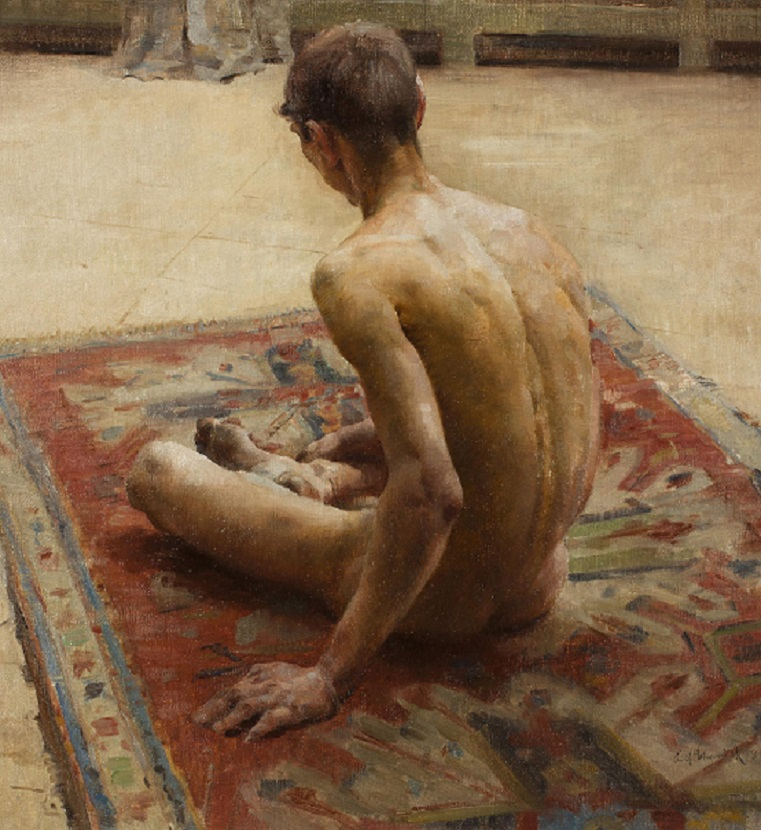
Emil Schovánek Mužský akt (1907)
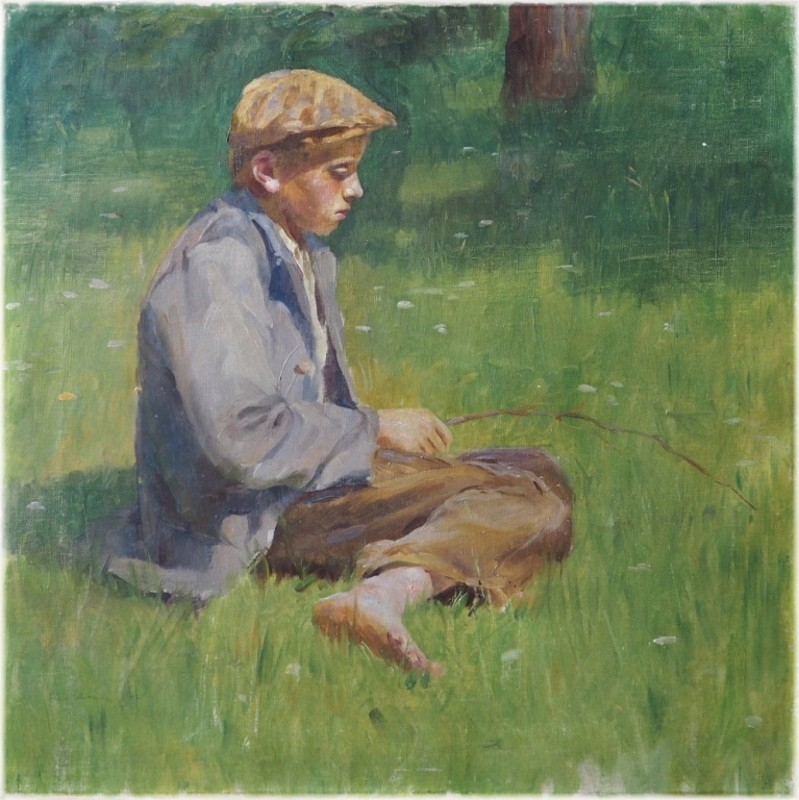
Emil Schovánek Chlapec na louce
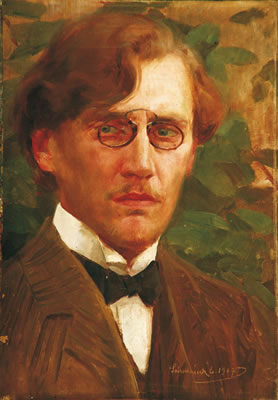
Emil Schovánek Portrét muže (1907)
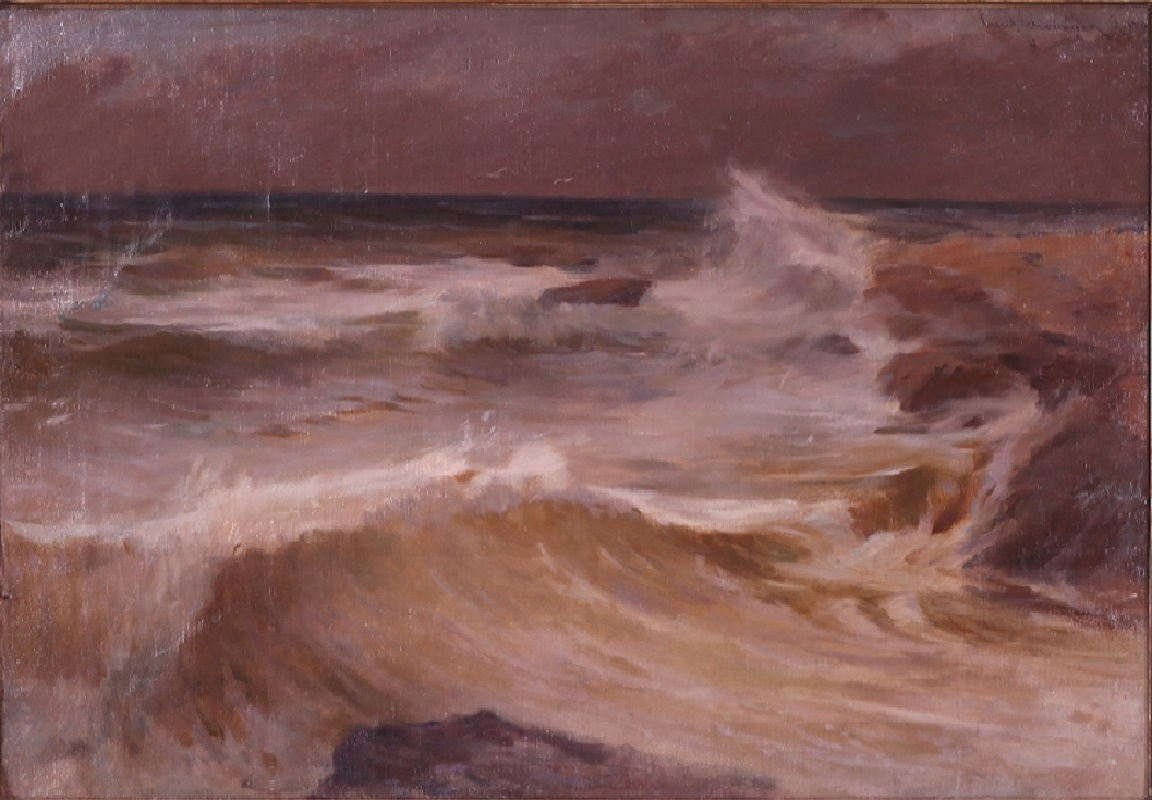
Emil Schovánek Rozbouřené moře (1911)
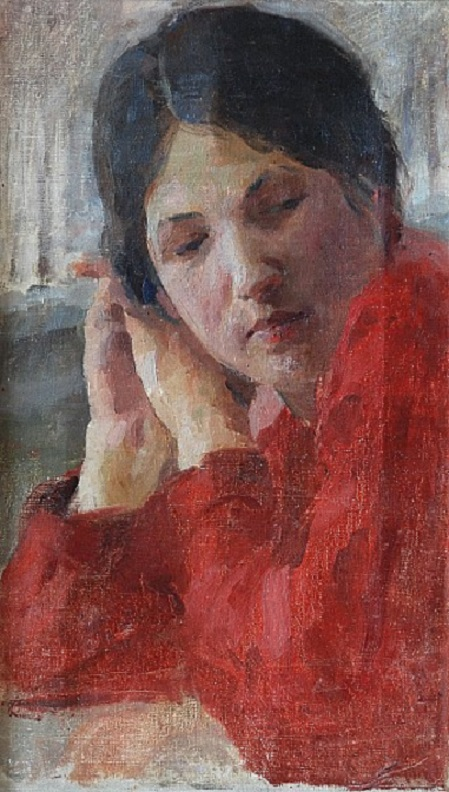
Emil Schovánek Portrét dívky
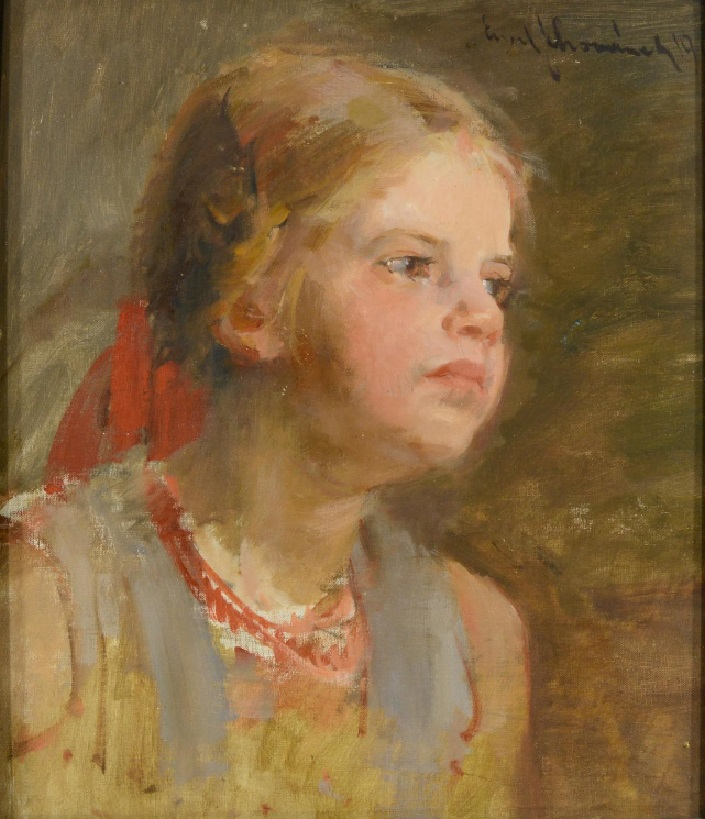
Emil Schovánek Portrét děvčátky (1919)
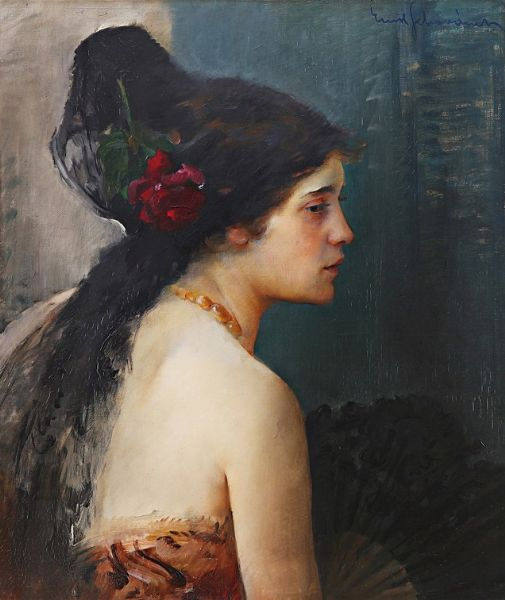
Emil Schovánek Dívka z růží ve vlasech
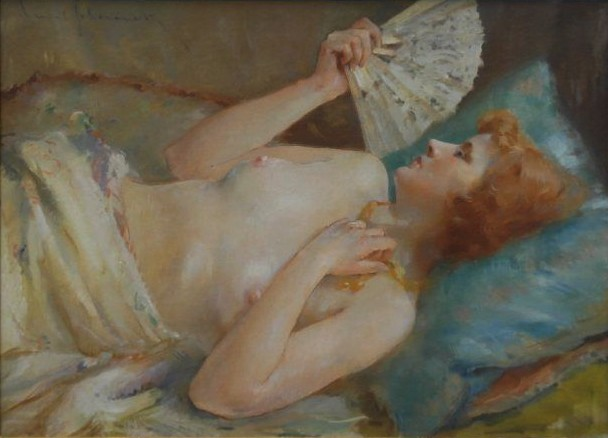
Emil Schovánek Dívka z vějířem
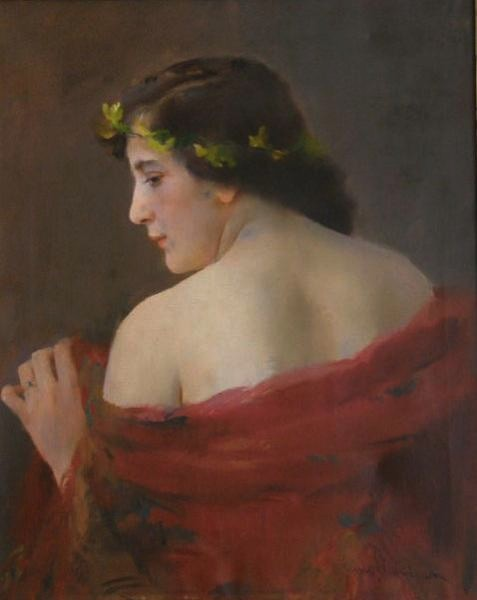
Emil Schovánek Portrét ženy (kol. 1920)
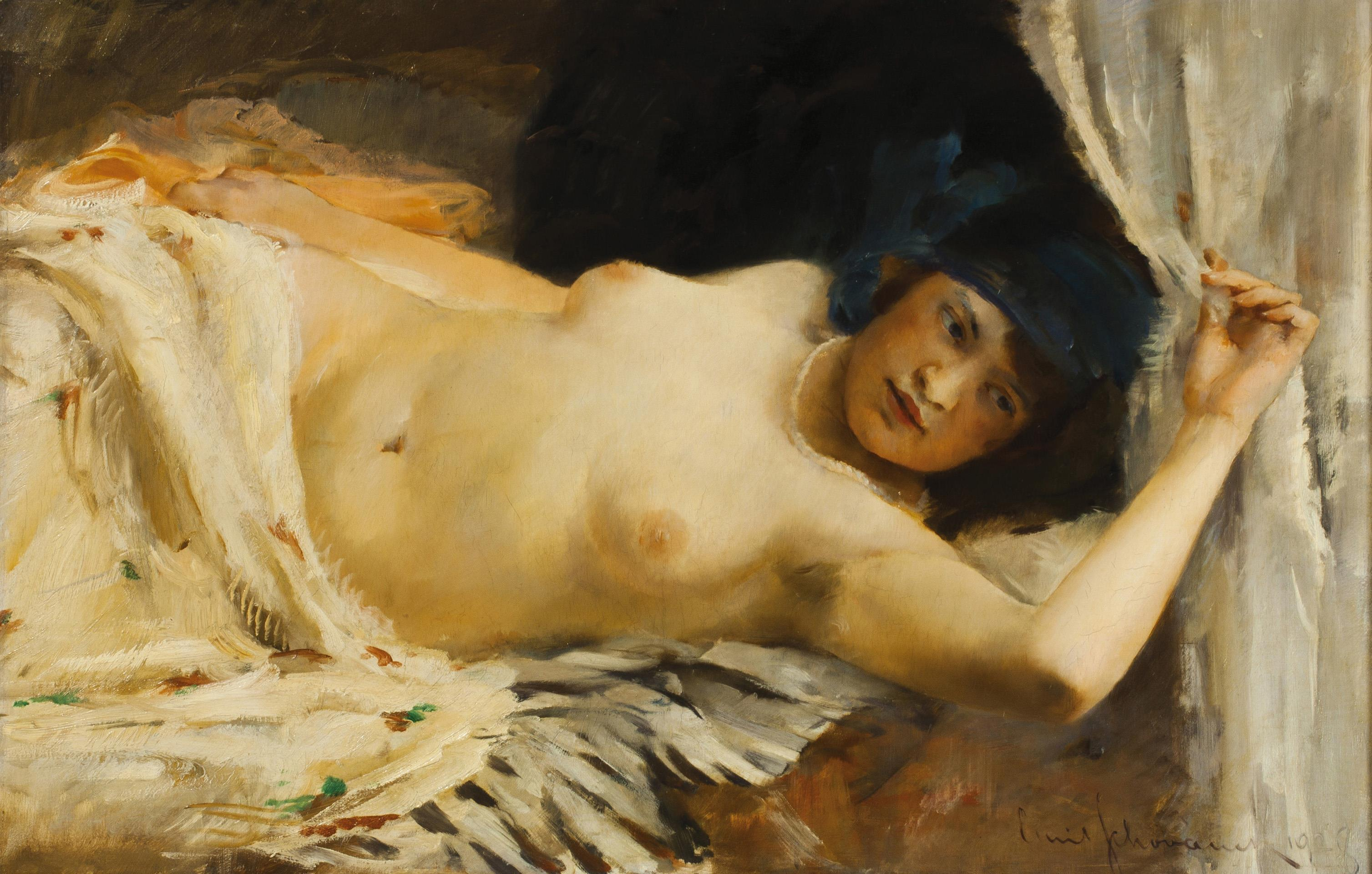
Emil Schovánek Ležící akt (1928)
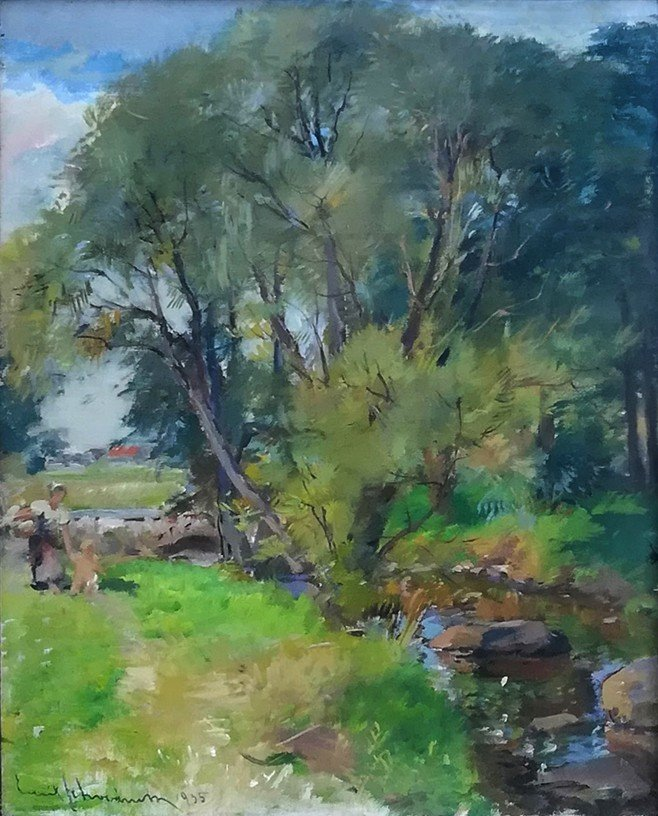
Emil Schovánek Léto na Svratce (1935)
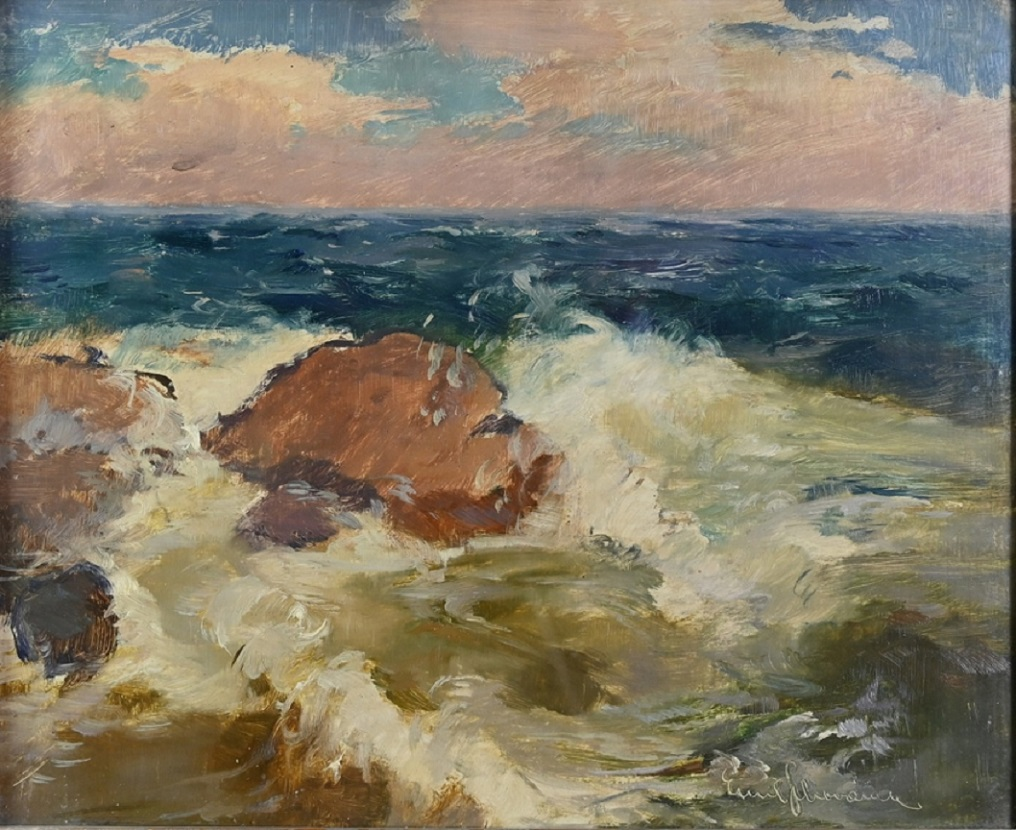
Emil Schovánek Rozbouřené moře
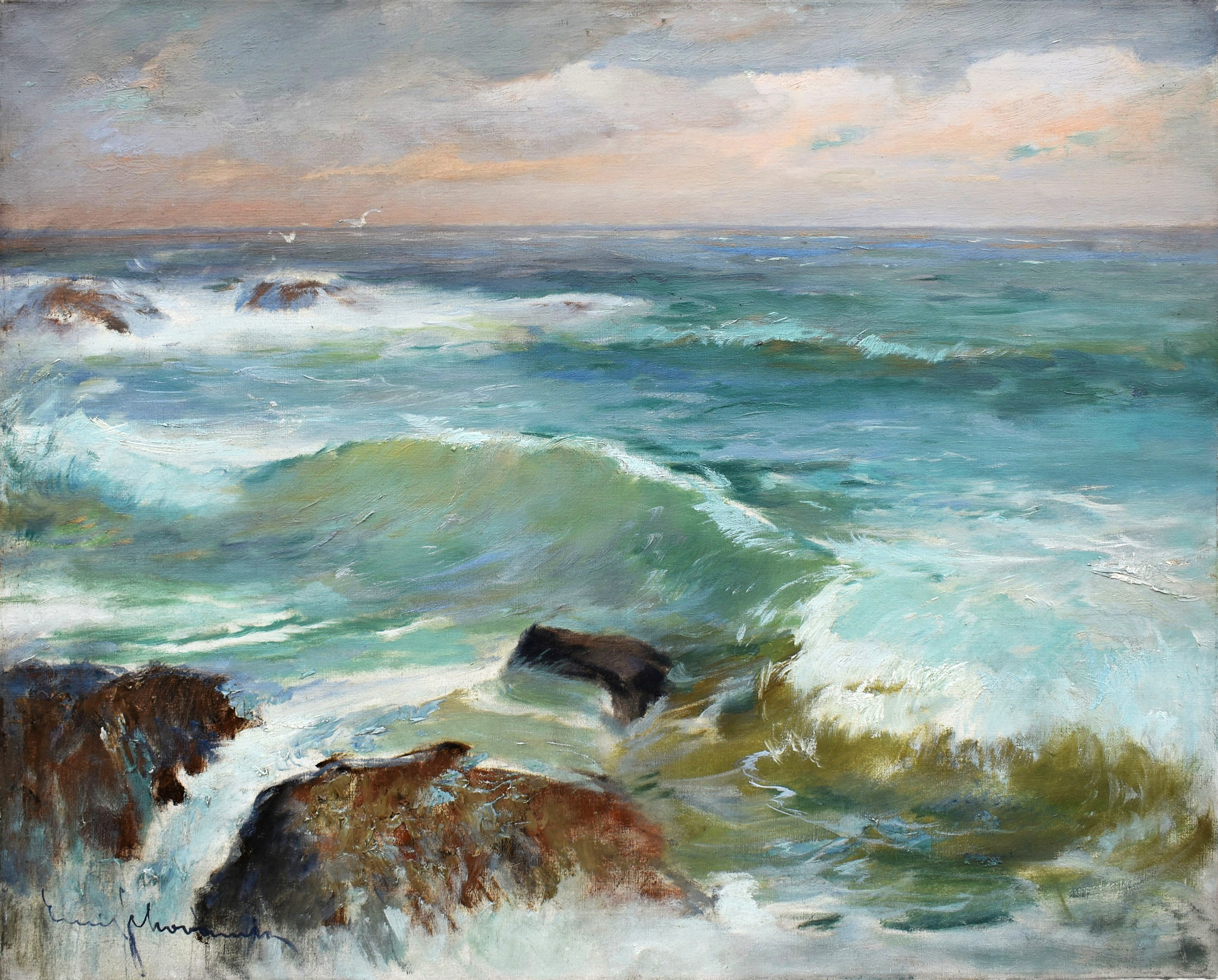
Emil Schovánek Tyrkysové moře